# Maria van Saksen-Weimar

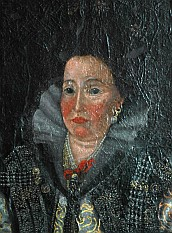
Maria van Saksen-Weimar

Maria van Saksen-Weimar (Weimar, 7 oktober 1571 - Halle, 7 maart 1610) was een prinses van Saksen-Weimar bij geboorte. Ze was een regent van de Abdij van Quedlinburg van 1601 tot aan haar dood in 1610.

## Leven
Maria was een dochter van hertog Johan Willem van Saksen-Weimar en zijn vrouw Dorothea Susanne van de Palts. Op 12 mei 1601 overleed regent Anna van Stolberg van het abdij van Quedlinburg. Maria werd gezien als de opvolger van Anna door de beheerder van de abdij, haar broer Frederik Willem I van Saksen-Weimar. De burgervader van de kloosterorde was echter zeer recentelijk overleden en was nog niet vervangen. De aanstelling van Maria als abdis werd op 2 juli 1601 goedgekeurd door keizer Rudolf I. Haar regeerperiode was zonder problemen. Maria was niet bereid om de beheerders van het klooster, de familie Saksen, te confronteren met bepaalde zaken en dit verzwakte haar eigen positie binnen de abdij. 
Maria overleed onverwachts in Halle en werd begraven in Quedlinburg. Ze werd opgevolgd door Dorothea van Saksen, een dochter van Christiaan I van Saksen. 